# Payariq
Payariq (uzb. cyr. Паяриқ; ros. Пайаpык, Pajaryk) – miasto w środkowo-wschodnim Uzbekistanie, w wilajecie samarkandzkim, siedziba administracyjna tumanu Payariq. W 2016 roku liczyło ok. 10,6 tys. mieszkańców.